# Moira Abernethy
Pour les articles homonymes, voir Abernethy.
Moira Abernethy, née le 29 mai 1939, est une nageuse sud-africaine.

## Biographie
Aux Jeux olympiques d'été de 1956 à Melbourne, Moira Abernethy est médaillée de bronze olympique du relais 4x100 mètres nage libre (avec Jeanette Myburgh, Natalie Myburgh et Susan Roberts), et est éliminée en série du 100 mètres dos.